# Préfecture apostolique des îles Marshall
La préfecture apostolique des îles Marshall est une église particulière de l'Église catholique.

## Territoire
La préfecture apostolique couvre l'intégralité du territoire des îles Marshall. Son siège est en la  pro-cathédrale de l'Assomption de Delap-Uliga-Darrit.

## Histoire
La mission sui juris des îles Marshall a été érigée en 1905, elle est fusionnée en 1923 avec le vicariat apostolique des îles Mariannes, Caroline et Marshall. Le 23 avril 1993 est institué la préfecture apostolique des îles Marshall.

## Ordinaires
- Supérieur :
  - de 1905 à 1915 Bruno Schinxe, M.S.C.
- Préfets apostoliques :
  - du 23 avril 1993 au 21 décembre 2007 James C. Gould, S.J.
  - du 21 décembre 2007 au 28 juin 2017: Raymundo Sabio, M.S.C.
  - du 28 juin 2017 au 14 janvier 2025 : Ariel Galido, M.S.C.
  - depuis le 14 janvier 2025 : Tamati Alefosio Sefo, M.S.C.